# Alexander Friedrich (Politiker)
Johann Alexander Friedrich (* 23. September 1843 in Wertheim; † 2. Januar 1906 in Darmstadt) war ein hessischer Lehrer und Politiker (NLP) und Abgeordneter der 2. Kammer der Landstände des Großherzogtums Hessen.
Alexander Friedrich war der Sohn des Hofschreinermeisters Johann Jacob Friedrich und dessen Ehefrau Sophie Catharina, geborene Höfer. Friedrich, der evangelischen Glaubens war, heiratete Julie Marie Wilhelmine geborene Kayser (* 1842).
Friedrich studierte 1861 bis 1864 Philosophie und Theologie an der Universität Heidelberg. 1864 bis 1867 war er Lehrer in Heidelberg und Darmstadt. 1873 bis 1906 war er Lehrer und Professor am Ludwig-Georgs-Gymnasium in Darmstadt.
Von 1884 bis 1899 gehörte er der Zweiten Kammer der Landstände an. Er wurde für den Wahlbezirk Starkenburg 12/Darmstad-Land gewählt.